# 巫まろ
巫 まろ（かんなぎ まろ、1995年〈平成7年〉3月12日 - ）は、日本の作詞家、アイドル。女性アイドルグループ・ZOCの元メンバー。福田 花音（ふくだ かのん）名義では、ハロー!プロジェクトに所属するアンジュルム（旧・スマイレージ）の元メンバー。元ハロプロエッグ。2024年4月から、カンナギマロ名義で活動。
埼玉県川越市出身。血液型A型。身長155cm。

## 略歴
2002年
- 『ハロー!プロジェクト・キッズ オーディション』で落選[5]。

2004年
- 『ハロプロ エッグ オーディション2004』に合格し、ハロプロエッグの一員となる（先のキッズオーディションで三次審査まで進んでいたため、一次審査免除の権利を得ていた）。

2005年
- 1月、『Hello! Project 2005 Winter 〜A HAPPY NEW POWER! 紅組〜』の東京公演にバックダンサーとして出演。初のお披露目となる。

2006年
- 10月、『ミュージカル「白蛇伝 White Lovers」』出演に伴い、公式ブログ『かのんのいちごのツブログ』を開設[6]。

2008年
- 9月20日、お台場アクアアリーナで開催された『しゅごキャラ!まつり』で、新ユニット「しゅごキャラエッグ!」のメンバーに選出されたことを発表[7]。

2009年
- 4月4日、『2009 ハロー!プロジェクト新人公演 4月 〜横浜HOP!〜』にて、「メジャーデビューを目指す新ユニット」に小川紗季、前田憂佳、和田彩花とともに選抜されたことを発表[8]。
- 5月8日、プロデューサーのつんく♂（シャ乱Q）が自身のオフィシャルブログにて、前述の新ユニットの名称「S/mileage（スマイレージ）」を発表[9][10]。
- 5月27日、つんく♂がオフィシャルブログにて「新ミニモニ。」結成を公表。候補として福田の名前を挙げた。
- 7月15日、新ミニモニ。として参加したアルバム『チャンプル①〜ハッピーマリッジソングカバー集〜』が発売。
- 12月7日、公式ブログをアメーバブログでも公開開始[11]。

2010年
- 2月26日、個人名義のTwitterを開始。イベント等で限定的に使用。
- 3月27日、ハロプロエッグを卒業。
- 5月26日、「夢見る 15歳」でメジャーデビュー。以降のスマイレージおよびアンジュルム（2014年12月17日に改名）としての活動はアンジュルムを参照。

2013年
- 3月2日、『Forest For Rest 〜SATOYAMAへ行こう〜 SATOYAMA movement in YOKOHAMA』にて、SATOUMIユニット「HI-FIN（ハイファン）」への参加を発表（発表時の名称は「プルメリア」で後に改名）。
- 4月2日、公式ブログで大学に入学したことを報告。

2014年
- 12月31日、公式ブログを「スマイレージ 福田花音」名義から「アンジュルム 福田花音」名義のアカウントへ移転[12]。

2015年
- 5月20日、同年秋をもってアンジュルムおよびハロー!プロジェクトを卒業することが発表された[13]。卒業までの活動に専念するため4月から大学を休学しており、卒業後は復学して卒業を目指しながら芸能活動を続けるとした[14]。
- 5月26日、アンジュルム卒業後の具体的な活動について「作詞家を目指す」と明らかにした。
- 11月29日、日本武道館にて行われた秋ツアー最終日公演『アンジュルム ファーストコンサートツアー2015秋「百花繚乱」〜福田花音卒業スペシャル〜』をもってアンジュルムおよびハロー!プロジェクトを卒業 [15]。
- 11月30日、2010年に取得していたアカウントを再利用してTwitterを開始。公式ブログはしばらく休止となった。

2016年
- 5月26日、公式ブログを個人名義のアカウントで新たに開設し、約半年ぶりに更新[16]。

2018年
- 3月2日、公式ブログをPRESSへ移転[17]。

2019年
- 12月4日、Instagramで父が急逝したことを告げる[18][19]。

2020年
- 1月10日、アップフロントプロモーションとの専属マネージメント契約を2019年12月末日をもって終了したことを発表[20]。
- 1月11日、公式ブログをLINE BLOGへ移転[21]。
- 3月27日、「巫まろ」の名義でZOCに加入。加入時のニュースでは巫が福田であることには触れられていないが[22]、3月28日現在、Instagramのアカウントは福田花音時代と同じ「@kanon_fukuda」を使用しており、Twitterはアカウントが「@kanonfukuda」→「@maro_kannagi」に変更されているものの、変更前のツイートもそのまま残っている。
- 7月14日、シングル『SHINEMAGIC/ヒアルロンリーガール』でZOCとしてデビュー。

2023年
- 3月12日、東京・下北沢SHELTERにて『巫まろ生誕祭♡煩悩だらけも逆に楽しいぞ28♡』を開催[23]。
- 12月31日、東京・新宿LOFTにて『巫まろ20周年記念企画第一弾 カウントダウンライブ2023 to 2024~ゆくまろくるまろ~』を開催[24]。

2024年
- 3月12日、東京・新宿LOFTにて『巫まろ生誕記念ライブ～ Sound of Flower29～』を開催[25]。
- 3月31日、ZOCを脱退し、所属事務所のTOKYO PINKから退所[26]。
- 12月28日、カンナギマロ名義で下北沢flowers loftにてワンマンライブを開催。

## 人物
- 花音（かのん）という名前の由来は、パッヘルベルのカノンから[27]。
- 東京ディズニーリゾートの2パーク年間パスポートを所持しているディズニーファンである[28]。
- メジャーデビュー以降「シンデレラの生まれ変わり」を自称していた[29][30]。
- 好きな食べ物は寿司[31]。
- アンジュルム時代のメンバーカラーは濃いピンクであった[12]。
- ロップイヤー（ウサギ）のラテ（オス）[32]、ティーカッププードルのはちみつ（オス）を飼っている[33]。
- アンジュルム（スマイレージ）メンバーとして、2015年11月の卒業まで、同じく初期メンバーであるリーダー・和田彩花と共にグループを牽引。卒業時に「どん底」と表現した低迷時代を支えた[34]。初のメンバー追加発表時は当初初期メンバーの中でもかなり動揺していたが、卒業後も後輩と交流があるほど良き先輩となった[35]。
- シンデレラキャラが落ち着いてきて以降、一人称を「まろ」というようになった。これはおじゃる丸の一人称からとった[36]。自身の趣味に合ったものを「マロテスク」[37]、自身の熱狂的なファンを「マロテスカー」と称している[38]。
- 推しメンは熊井友理奈[39]。同い年の菅谷梨沙子と仲が良く、自分とのコンビを「りろまろ」と呼んでいる[40]。
- 自らのハロー!プロジェクト卒業公演の際に、メンバーと一対一で組んで次々と歌を披露していくパフォーマンスを行い伝説となった。このパフォーマンスは俗に「まろ方式」と呼ばれ、その後のハロプロメンバーの卒業公演にてたびたび採用されている。
- 『ミュージカル「白蛇伝 White Lovers」』で共演した安倍なつみを尊敬している[41]。
- チャオ ベッラ チンクエッティの岡田ロビン翔子とは仲が良く、お姉ちゃんと慕っている[42]。作詞家として初の歌詞提供はチャオ ベッラ チンクエッティの楽曲となった。
- 二次元での目標はラブプラスの高嶺愛花、現実ではAAAの宇野実彩子[43]。
- ZOCとしてデビューする前に眼科の受付のアルバイトをしていた。物覚えがよかったため、始めて一週間で白内障検査を担当していた。アイドルだったことが同僚にバレ始め、気まずくなり退職。その後、アパレル通販の事務のアルバイトを始める。初日から同僚にファンを公言され、逆にすぐ馴染む。そこでも仕事の速さを発揮しバイトリーダーに抜擢され約二年勤務。その他動画編集のアルバイトも務め、これが一番長く続いた[44][45]。
- 父親の死に直面し、人はいつ死ぬかわからないと痛感。また歌いたいと思い、ZOCに加入を決める[46]。

## 作品

### 「福田花音」名義

#### 映像作品
- Dress up Kanon（2013年1月13日、hachama/UP-FRONT WORKS）[47]

#### 作詞曲
- アンジュルム
  - わたし（福田花音）[48]
  - 夢見た 15年[49]
  - わたしの夢見た 15年（和田彩花）[50]
  - とっておきのオシャレをして（勝田里奈）[51]
  - 天使の涙（中西香菜）[52]※初の作曲担当楽曲。
- カントリー・ガールズ
  - 気絶するほど愛してる![53]
  - ロックンロールに掴みたい[53]
  - 本当の姉妹みたい（稲場愛香・森戸知沙希）[53]
  - たまんないサマー（岸本ゆめの・小関舞・梁川奈々美・船木結）[54]
  - 小生意気ガール[55]
  - 傘をさす先輩[56]
- CUBERS
  - Yeah! 僕らは変わらない[57]
- こぶしファクトリー
  - 未熟半熟トロトロ[58]
- Juice=Juice
  - 明日やろうはバカやろう[59]
- チャオ ベッラ チンクエッティ
  - どうしよう、わたし[15]
- ハロプロ研修生
  - 43度[60]
  - 正しい青春ってなんだろう[60]
  - 絶対アイドル宣言[61]
- BEYOOOOONDS
  - そこらのやつとは同じにされたくない（雨ノ森 川海）[62]
- 石川不二夏（バクステ外神田一丁目、AKIHABARAバックステージpass）
  - ただの友達[63]

### 「巫まろ」名義

#### ミュージックビデオ監督
- 巫まろ「まろまろ浄土」Music Video（2020年5月8日）
- ZOC（鎮目のどか）「Fake baby」Music Video（2021年10月17日）[64]
- 大森靖子「×○×○×○ン」Music Video（2022年12月18日）[65]

#### 参加作品
- Youplus「てがみ with 巫まろ（METAMUSE)」（2022年11月23日）[66]

### 「カンナギマロ」名義

#### オリジナル楽曲
- 「今から帰るね」(作詞作曲タグチハナ、2024年)

#### カバー楽曲
- Imgramox Musicカバー企画

「大黒天」、「オトマトペテン師」、「Sunflower covered」
- ウタヒメプロジェクト

「青い珊瑚礁」

## 出演

### 「カンナギマロ」名義

#### ミュージックビデオ
- 0.1gの誤算「ショートケーキエゴイズム」(2024年9月)

### 「福田花音」名義

#### 舞台・ミュージカル
- 34丁目の奇跡〜Here's Love〜（2005年11月 - 12月）
- ミュージカル「白蛇伝 White Lovers」（2006年11月8日 - 26日、ル･テアトル銀座）
- 千歳月（2007年3月24日 - 4月4日）
- N先生とS師匠（2007年8月2日）
- 再縁!! 千歳月（2007年8月16日 - 19日）
- 平成レボリューション〜バック トゥ ザ・白虎隊（2007年10月3日 - 11日）
- 美女木ジャンクション（2008年4月23日 - 27日）
- つんく♂THEATER 第六弾「あぁ 女子合唱部〜栄光のかけら 2008 〜」（2008年9月13日 - 15日）
- リズミックタウン（2008年11月27日 - 12月3日）[67]
- しゅごキャラ!（2008年8月13日 - 23日） - 藤咲なでしこ 役[68]
- 恋するハローキティ（2009年11月11日 - 19日）
- 劇団ゲキハロ第8回公演 BS-TBS 10周年企画「おばぁちゃん家のカレーライス 〜スマイルレシピ〜」（2009年8月18日 - 8月22日、六本木 俳優座劇場） - 凪沙 役
- もしも国民が首相を選んだら（2013年4月24日 - 30日、全労済ホールスペース・ゼロ）[69][70]
- 劇団ゲキハロ第13回公演 「我らジャンヌ 〜少女聖戦歌劇〜」（2013年9月6日 - 9月23日、池袋サンシャイン劇場/シアターBRAVA!） - ルネ 役（TRUTH）、オルガ 役（REVERSE）
- 演劇女子部 ミュージカル「LILIUM-リリウム 少女純潔歌劇-」（2014年6月5日 - 15日、サンシャイン劇場 / 20日・21日、森ノ宮ピロティホール） - 紫蘭 役
- 演劇女子部 S/mileage's JUKEBOX MUSICAL 「SMILE FANTASY!」（2014年10月4日 - 2014年10月13日、全労済ホール スペース・ゼロ） - 福田花音 役

#### 映画
- 冬の怪談〜ぼくとワタシとおばあちゃんの物語〜（2009年） - 風間春菜 役

#### テレビアニメ
- ひめチェン!おとぎちっくアイドル リルぷりっ（2010年4月4日 - 2011年3月27日、テレビ東京系） - 笹原名月 役

#### テレビドラマ
- 数学♥女子学園（2012年1月11日 - 3月28日、日本テレビ系） - 山下海 役

#### その他のテレビ番組
- 俳句さく咲く!（2012年4月29日 - 、NHK Eテレ）[71]
- ハロー!SATOYAMAライフ（2012年 - 、テレビ東京）

#### ラジオ
- FIVE STARS 水曜日（2010年3月3日 - 、Inter FM） - 前田憂佳と共に担当

#### コンサート
- Hello! Project 2005 Winter 〜A HAPPY NEW POWER! 紅組〜（2005年1月）
- Hello! Project 2005 夏の歌謡ショー 〜'05 セレクション! コレクション!〜（2005年7月） - バックダンサー
- Hello! Project 2006 Winter 〜ワンダフルハーツ〜（2006年1月） - バックダンサー
- Hello! Project 2006 Summer 〜ワンダフルハーツランド〜（2006年7月22日・23日） - バックダンサー
- Hello! Project 2007 Winter 〜ワンダフルハーツ 乙女Gocoro〜（2007年1月2日 - 4日） - バックダンサー
- Hello! Project 2007 Winter 〜 集結!10th Anniversary 〜（2007年1月27日・28日、横浜アリーナ） - バックダンサー
- 第一回 ハロー!プロジェクト新人公演 〜さるの刻〜／〜とりの刻〜（2007年5月13日、渋谷C.C.Lemonホール）
- 2007 ハロー!プロジェクト新人公演 11月 〜品川で会いましょう〜（2007年11月23日、品川ステラボール）
- 2008 ハロー!プロジェクト新人公演 3月 〜キラメキの横浜 〜（2008年3月29日、横浜BLITZ）
- 2008 ハロー!プロジェクト新人公演 6月 〜赤坂HOP!〜（2008年6月22日、赤坂BLITZ）
- '08夏 ナイスガールプロジェクト!エモーショナルライブ〜ミラクル セクシー ダイナマイト〜（2008年8月9日、東京厚生年金会館）[72]
- 2008 ハロー!プロジェクト新人公演 9月 〜芝公園STEP!〜（2008年9月23日、メルパルクホール）
- 2008 ハロー!プロジェクト新人公演 11月 〜横浜JUMP!〜（2008年11月24日、横浜BLITZ）
- 2009 ハロー!プロジェクト新人公演 4月 〜横浜HOP!〜（2009年4月4日・5日、横浜BLITZ）
- 2009 ハロー!プロジェクト新人公演 6月 〜中野STEP!〜（2009年6月7日、中野サンプラザ）[73]
- 2009 ハロー!プロジェクト新人公演 9月 〜横浜JUMP!〜（2009年9月23日、横浜BLITZ）[74]
- 2009 ハロー!プロジェクト新人公演 11月 〜横浜FIRE!〜（2009年11月23日、横浜BLITZ）[75]
- 2010 ハロー!プロジェクト新人公演3月 〜横浜GOLD!〜（2010年3月27日、横浜BLITZ）[76]
- Hello! Project 20th Anniversary!! Hello! Project 2018 SUMMER 〜ALL FOR ONE〜（2018年8月25日、中野サンプラザ、夜公演） - ゲスト出演[77]

#### イベント
- 飛行船プロジェクト2006（2006年4月、Nissen On-line） - キャンペーンソング「空がある」にストューカス・ロビン・翔子、北原沙弥香、橋田三令と共に参加。
- ハロプロエッグデリバリーステーション!02（2007年10月20日、サンストリート亀戸）」に出演[78]。
- 五木ひろしクリスマスディナーショー2007（2007年12月24日）

#### ネット番組
- 猫舌SHOWROOM「豪の部屋」（2020年2月11日、SHOWROOM）

### 「巫まろ」名義

#### イベント
- アイドル歌会@2021詠い納め（2021年12月28日、ミクサライブ東京 Hall Mixa）
- アイドル歌会@卒業スペシャル（2022年6月16日、池袋MixaliveTOKYO/Theater Mixa）
- Youplus 2nd Single『無邪気』スペシャルインストアイベント（2022年11月16日、TSUTAYA EBISUBASHI）- 出演：中西香菜（Youplus）、尾形春水（Youplus）[79]
- 巫まろ生誕祭♡煩悩だらけも逆に楽しいぞ28♡（2023年3月12日、下北沢SHELTER ）[23]
- スナック♡浄土♡（2023年8月8日、LOFT9 Shibuya[80]
- 巫まろ20周年記念企画第一弾 カウントダウンライブ2023 to 2024~ゆくまろくるまろ~（2023年12月31日、新宿LOFT）[24]
- コンカフェ浄土（2024年2月15日、阿佐ヶ谷LOFT A）[81]
- 【CP+2024】サイトロンジャパン ステージセミナー『写真を撮ろう！アイドル視点から学ぶレンズ選びの楽しさと沼深さ』（2024年2月24日、パシフィコ横浜）- 出演：二宮ユーキ、雅雀り子[82]
- 巫まろ生誕記念ライブ～ Sound of Flower29～（2024年3月12日、新宿LOFT）- ゲスト：西井万理那、鎮目のどか、小川紗季[25]

#### ネット番組
- 猫舌SHOWROOM「豪の部屋」（2020年10月6日、SHOWROOM）
- 街録ch〜あなたの人生、教えて下さい〜（2020年11月21日・24日、YouTube番組）
- テレビ東京若手映像グランプリ2023「サブ出し戦線異状なし」（2023年2月3日、ネットもテレ東・YouTube・TVer）[83]

#### ミュージックビデオ
- 大森靖子
  - 「NIGHT ON THE PLANET -Broken World-」Music Video（2020年10月28日、YouTube）[84]
  - 「前説ADvance」Music Video（2022年9月1日、YouTube）[85]

#### モデル
- foufou「CANDY DRESS，CRAZY GARDEN」（2022年）- ビジュアルモデル[86][87]

## 書籍

### 「福田花音」名義

#### 写真集
- かにょん17（2012年12月15日、ワニブックス、撮影：HIROKAZU） - ISBN 978-4847045141

### 「巫まろ」名義
- 『ZOC BIBLE』（KADOKAWA、2021年4月1日発売）

## 連載

### 「福田花音」名義
- UP to boy「スマイレージ福田花音 最強アイドルへの道」（2011年2月号 - 2012年4月号、ワニブックス）
- MacPeople「りんごにまつわるエトセトラ」（2012年6月号 - 、アスキー・メディアワークス）

### 「巫まろ」名義
- 「巫まろの放課後リバイバル」（2022年7月4日 - 、Bezzy）- web連載[88]

## 参加ユニット
- アンジュルム（旧・スマイレージ）（2009年 - 2015年）
- ZOC（2020年 - 2024年）
- 企画ユニット
  - しゅごキャラエッグ!（2008年 - 2009年9月）
  - リルぷりっ（2010年）
  - HI-FIN（ハイ-ファン）（H:萩原舞・I:生田衣梨奈・F:福田花音・I:石田亜佑美・N:中島早貴 2013年）
- シャッフルユニット
  - 新ミニモニ。（2009年 - 2011年）[89]
  - ハロー!プロジェクト モベキマス（2011年）
- 須磨入姉妹（福田花音・田村芽実 2012年 - 2015年）